# Amanti (miniserie televisiva)
Amanti (Crossings) è una miniserie televisiva statunitense del 1986 diretto da Karen Hunter.

## Trama
Nick Burnham incontra la moglie di un ambasciatore francese Armand DeVillers, Liane durante un viaggio in Europa. Col passare del tempo, ritorna in America quando i nazisti presero la Francia, incontrando Nick, iniziando una relazione extra-coniugale, all'insaputa del marito, che nel frattempo è accusato di essere un collaboratore dei nazisti.